# Cousolre
Cousolre [kusɔ(l)ʁ] est une commune française située dans l'Avesnois, dans le département du Nord en région Hauts-de-France.

Ses habitants sont appelés les Cousolreziens.
La commune fait partie du Parc naturel régional de l'Avesnois.

## Géographie
La commune est située sur les contreforts des Ardennes, encerclée par le territoire du Hainaut belge. L'ancienne nationale no 49 permettait de joindre Valenciennes à Philippeville en passant par Maubeuge et Beaumont. Cousolre à une superficie de 2069 ha et une altitude moyenne de 176 mètres. L'agglomération se trouve dans le fond de la vallée de la Thure entourée de nombreux bois sur les coteaux, une vaste plaine située à l'est rassemble les sols les plus productifs pour les cultures du blé, de l'orge, de la betterave et du maïs. Les pâturages pour l'élevage dominent sur les trois hameaux de Reugnies, Marsignies et les Haies. Le climat est océanique dégradé avec des hivers rigoureux et des étés parfois très chauds.

Le sol est formé de terrains du Dévonien supérieur et moyen (420 à 350 millions d'années) carrières de Sainte-Anne et de marbre noir) avec de grands récifs coralliens (carrière de la Haie des Saules). On y trouve de nombreux fossiles (fougères, acervularia); l'ensemble a été relevé à l'ère tertiaire donnant aux plages du secondaire de la vallée de la Thure des plissements de 40 à 80° exploités par des carrières de grès.

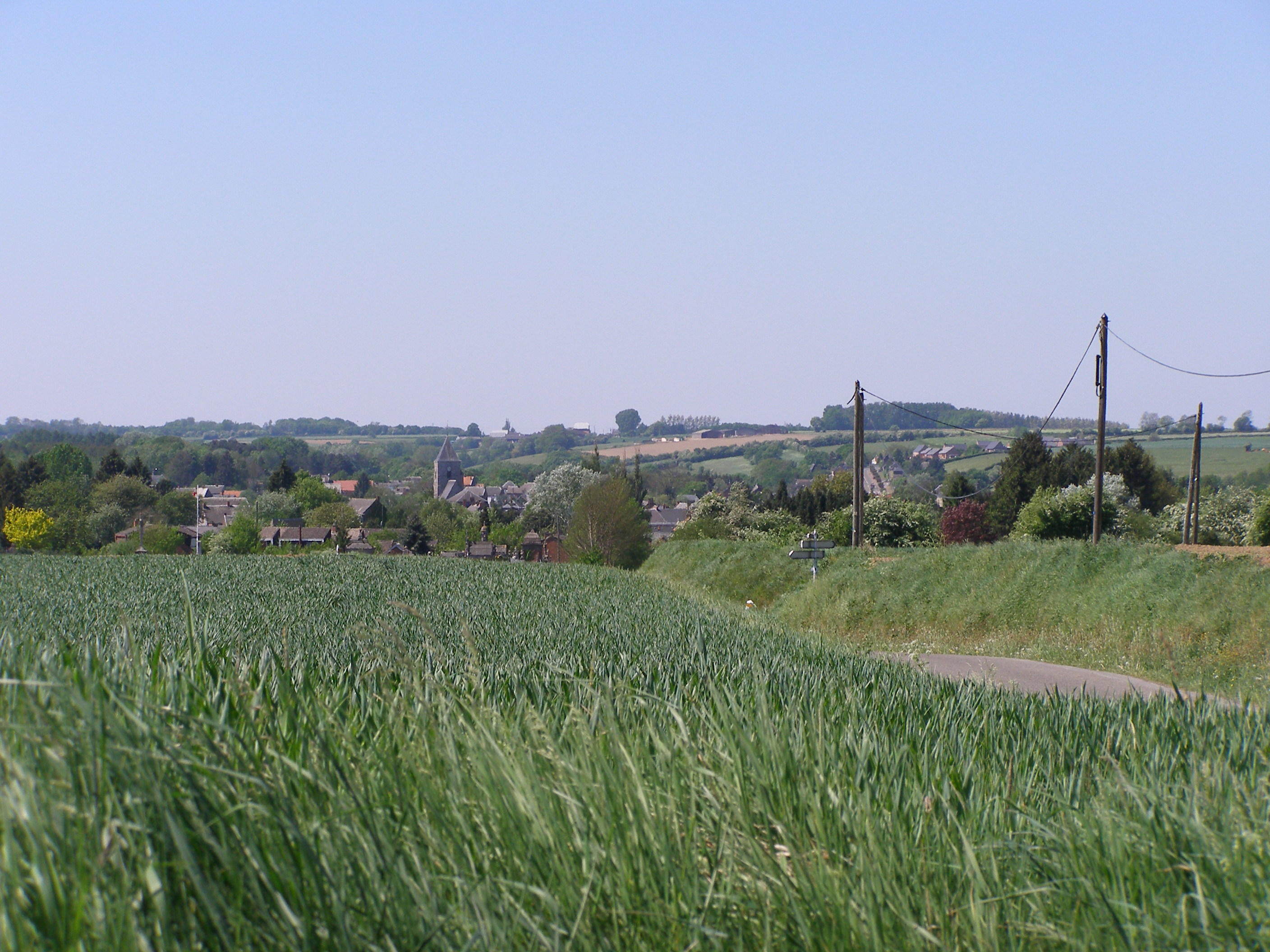
Vue d'ensemble.

### Communes limitrophes
| Colleret | Erquelinnes (bel) | Bousignies-sur-Roc |
| Aibes    | Cousolre          | Beaumont (bel)     |
| Bérelles | Hestrud           | Beaumont (bel)     |

### Hydrographie

#### Réseau hydrographique
La commune est située dans le bassin Artois-Picardie. Elle est drainée par le Hante, la Thure, le ruisseau de Grandireux, la Forge d'en Haut, la Scierie de Forêt, le Domaine de Waremmes, le ruisseau le Fourneau et divers autres petits cours d'eau,.
La Hante, d'une longueur de 62 km, prend sa source dans la commune de L'Abergement-Clémenciat et se jette  dans la Sambre canalisée à L'Abergement-Clémenciat, après avoir traversé deux communes. 
La Thureest un cours d'eau qui prend sa source en Belgique, d'une longueur de 25 km, entre en France dans la commune de Hestrud et se jette  dans la Sambre canalisée en Belgique, dans la commune d'Erquelinnes. 

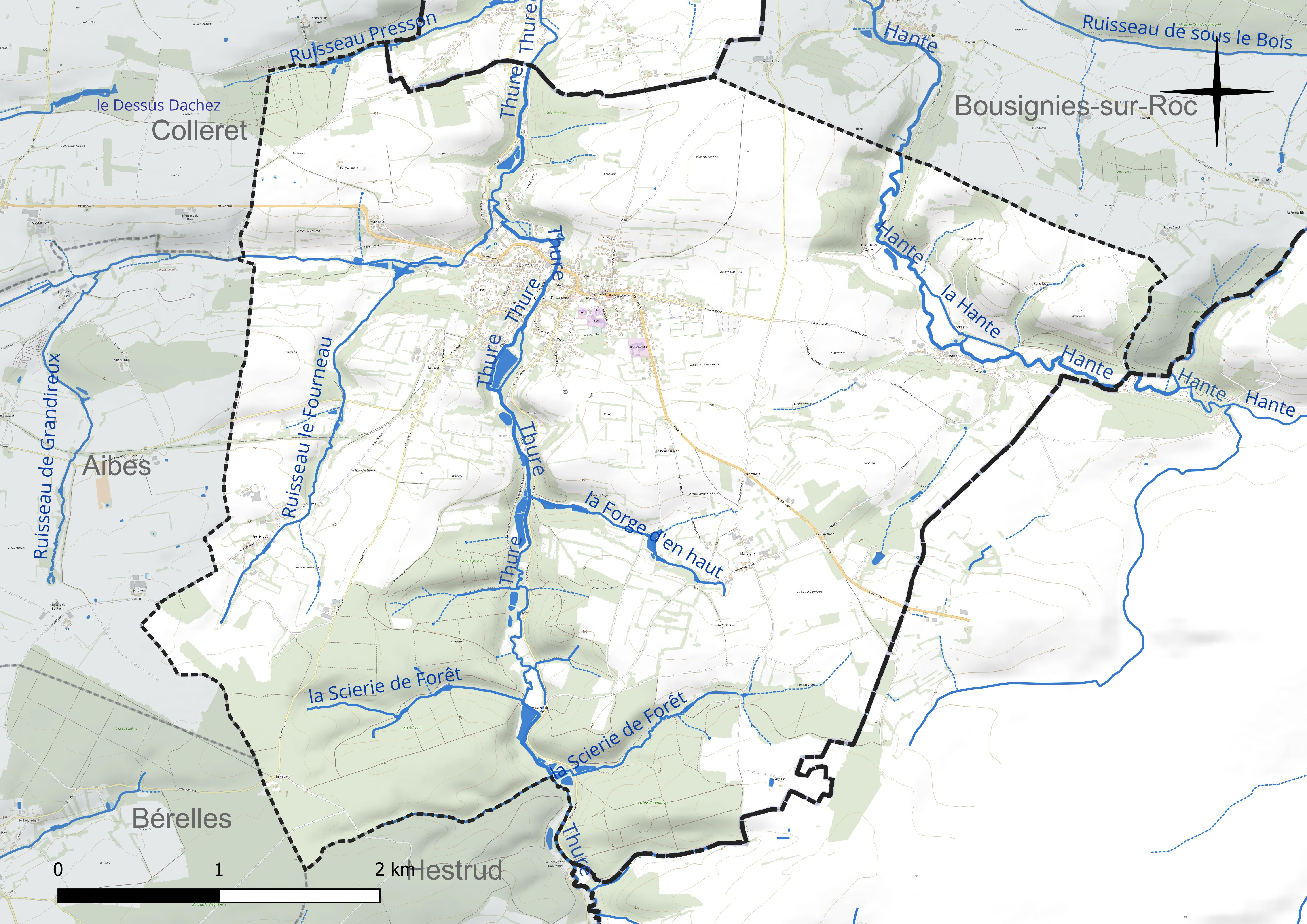
Réseau hydrographique de Cousolre.

#### Gestion et qualité des eaux
Le territoire communal est couvert par le schéma d'aménagement et de gestion des eaux (SAGE) « Sambre ». Ce document de planification concerne un territoire de 1 253 km2 de superficie, délimité par le bassin versant de la Sambre. Le périmètre a été arrêté le 1er novembre 2003 et le SAGE proprement dit a été approuvé le 21 septembre 2012, puis modifié le 18 août 2022. La structure porteuse de l'élaboration et de la mise en œuvre est le syndicat mixte du Parc naturel régional de l'Avesnois. 
La qualité des cours d'eau peut être consultée sur un site dédié géré par les agences de l'eau et l'Agence française pour la biodiversité. 

### Climat
Pour des articles plus généraux, voir Climat des Hauts-de-France et Climat du Nord.
En 2010, le climat de la commune est de type climat des marges montargnardes, selon une étude du CNRS s'appuyant sur une série de données couvrant la période 1971-2000. En 2020, Météo-France publie une typologie des climats de la France métropolitaine dans laquelle la commune est exposée à un climat océanique altéré et est dans la région climatique Nord-est du bassin Parisien, caractérisée par un ensoleillement médiocre, une pluviométrie moyenne régulièrement répartie au cours de l'année et un hiver froid (3 °C).
Pour la période 1971-2000, la température annuelle moyenne est de 9,8 °C, avec une amplitude thermique annuelle de 15,4 °C. Le cumul annuel moyen de précipitations est de 890 mm, avec 12,9 jours de précipitations en janvier et 9,9 jours en juillet. Pour la période 1991-2020, la température moyenne annuelle observée sur la station météorologique la plus proche, située sur la commune de Saint-Hilaire-sur-Helpe à 22 km à vol d'oiseau, est de 10,5 °C et le cumul annuel moyen de précipitations est de 802,4 mm,. Pour l'avenir, les paramètres climatiques de la commune estimés pour 2050 selon différents scénarios d'émission de gaz à effet de serre sont consultables sur un site dédié publié par Météo-France en novembre 2022.

## Urbanisme

### Typologie
Au 1er janvier 2024, Cousolre est catégorisée bourg rural, selon la nouvelle grille communale de densité à sept niveaux définie par l'Insee en 2022.
Elle est située hors unité urbaine. Par ailleurs la commune fait partie de l'aire d'attraction de Maubeuge (partie française), dont elle est une commune de la couronne,. Cette aire, qui regroupe 65 communes, est catégorisée dans les aires de 50 000 à moins de 200 000 habitants,.

### Occupation des sols
L'occupation des sols de la commune, telle qu'elle ressort de la base de données européenne d'occupation biophysique des sols Corine Land Cover (CLC), est marquée par l'importance des territoires agricoles (66,7 % en 2018), une proportion sensiblement équivalente à celle de 1990 (66,9 %). La répartition détaillée en 2018 est la suivante :
prairies (47,6 %), forêts (27,7 %), terres arables (17 %), zones urbanisées (5,7 %), zones agricoles hétérogènes (2 %). L'évolution de l'occupation des sols de la commune et de ses infrastructures peut être observée sur les différentes représentations cartographiques du territoire : la carte de Cassini (XVIIIe siècle), la carte d'état-major (1820-1866) et les cartes ou photos aériennes de l'IGN pour la période actuelle (1950 à aujourd'hui).

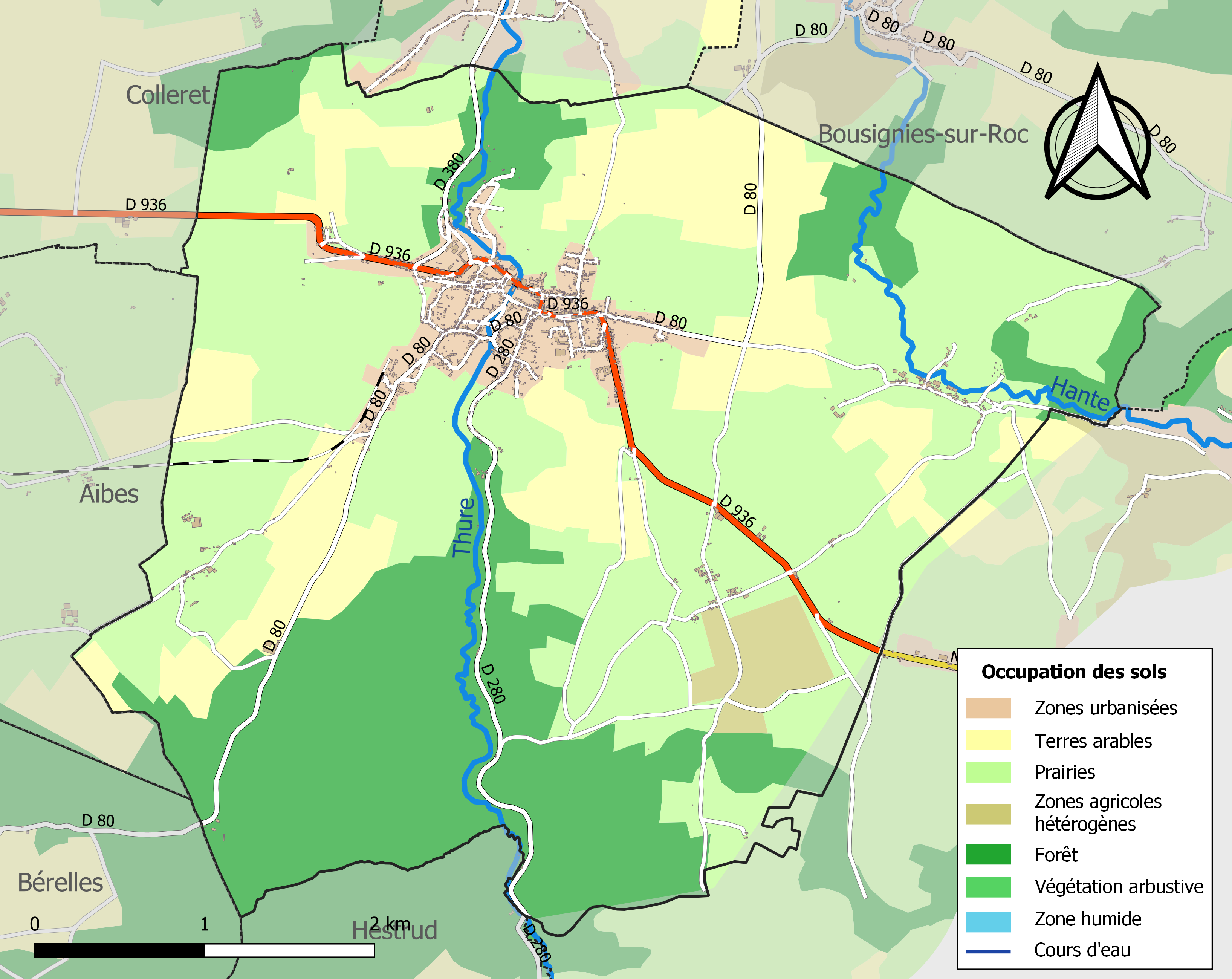
Carte des infrastructures et de l'occupation des sols de la commune en 2018 (CLC).

### Voies de communication et transports
La commune est desservie, en 2024, par le service de transport à la demande du réseau Stibus.

## Toponymie
Le village était dénommé dans un polyptyque du Xe siècle, Curtis Solra, toponyme latin. Curtis désignant le siège administratif d'un pagus, secteur administratif, de la Solre. Il daterait de l'époque mérovingienne. Charlemagne serait venu à Cousolre en 798 à l'occasion de la translation des reliques de Sainte Aldegonde à Maubeuge. Alcuin rédigea pour l'abbaye Saint-Vaast d'Arras une épitaphe pour l'autel dédié à Aldegonde et pour l'abbaye impériale de Saint Riquier.

## Histoire
Les informations de cette section sont tirées des travaux cités dans la bibliographie en fin d'article de Jean Heuclin, historien et professeur des universités.
Des trouvailles archéologiques gauloises permettent de supposer des implantations sur un oppidum au niveau de Saint-Roch et sur un autre site d'oppidum au niveau de l'ancienne gare.
Une villa impériale romaine fut édifiée du Ier au IIIe siècle sur le site du Vigneux le long du diverticulum où des statuettes en bronze et un trésor monétaire du IIIe siècle furent découverts. À la même époque, un village gaulois occupait le site du Mont séparé par un marais d'un castrum romain établi sur la grand-place du bourg actuel avec un cardo et un decumanus perceptibles. Une autre villa romaine était sise près du rie du Million. La plaine de la Couture porte la trace des agrimensores romains qui découpèrent le sol en centuriations de 50 ha chacune.
Au VIIe siècle, le site de la villa fut occupé par un intendant du fisc royal, Walbert, dont les frères furent maires du palais de Clotaire II et de Dagobert. Sa position en frontière avec l'Austrasie l'amena à se rapprocher des Pippinides établis à Nivelles où il envoya sa fille Aldegonde se former auprès du moine irlandais Subne, et l'aînée Waudru fut mariée à un potentat local de Strepy, Madelgaire/Vincent. Walbert fonda une église en l'honneur de la Vierge, Mère de Dieu, dédicacée par saint Aubert de Cambraiet recélant la crypte avec la memoria familiale, veillée par 12 moniales venues de Maubeuge.
Ces biens passèrent par charte de donation dans la possession des Dames chanoinesses de Maubeuge qui les conservèrent jusqu'à leur vente comme Bien National en 1793. La dernière abbesse Florence De Lannoy vint se réfugier à la cense de la Cour avant de rejoindre son frère le prince-évêque de Liège au moment de la bataille de Wattignies (1793).
L'époque féodale manque de témoignages. Au XIe siècle, le comte Baudouin V de Hainaut cède des portions du village à divers vassaux comme Fulcuin ou Jace de Thirimont. Un autre Baudouin est vassal des seigneurs d'Avesnes, Le chapitre ne conservant que la cense de la Cour, Le Mont, Hurtebise et divers bois.
En 1185, le village est incendié par les troupes du duc de Brabant et l'archevêque de Cologne. Le vieux couvent des chanoinesses est abandonné.
En 1256 par le dit de Péronne, saint Louis réglant la querelle des d'Avesnes et des Dampierre, la terre de Cousolre relevant du chapitre de Maubeuge échoit à Baudouin d'Avesnes, qui en cède une partie à l'abbaye de Bonne-Espérance (1280). En 1294, Cousolre fait partie du douaire de Béatrice d'Avesnes qui a épousé le comte Henri III de Luxembourg.
Aux XIVe – XVe siècles, Cousolre relève des comtes de Flandres en accord avec l'abbesse Marguerite de Grave. En 1477, à la mort de Charles le Téméraire, Louis XI tenta de s'emparer de ses États et ravagea la région, pillant et brûlant le village.
La première moitié du XVIe siècle est marquée par la construction d'une nouvelle église (1503-1525) - dédiée à saint Martin avec transfert des reliques de Walbert et Bertille. L'essor du protestantisme, les guerres de Religion et la rivalité avec les Habsbourg d'Espagne rendent la sécurité incertaine. La population érige pour se défendre de la soldatesque, une tour-clocher accolée à l'église où il est possible de se réfugier au premier étage dans une grande salle. Le chœur et le cimetière sont détruits.
Après la paix de Vervins (1598), les archiducs Albert et Isabelle encouragent la reconstruction de l'église. Les chanoinesses de Maubeuge assistent à la reconnaissance des reliques de Walbert et Bertille tandis que la rédaction de plusieurs vitae d'Aldegonde érige la sainte en protectrice des Pays-Bas face à la menace d'occupation française.
De 1640 à 1715, le pays est régulièrement ravagé par les troupes de Louis XIV. Les forges, fenderies et moulins à tan -entre les mains des Polchet d'Eppe-Sauvage -fonctionnent irrégulièrement. Cousolre, devient un village frontalier avec une frontière mouvante entre les traités de 1659, 1678 et 1698. La communauté est ruinée par les impositions, les mauvaises récoltes, des conditions climatiques déplorables et des épidémies jusqu'en 1720. Un corps de cavalerie occupe le corps de garde en quête des fraudeurs sur les blés, des déserteurs et du trafic sur les bois et les fers.
En 1702, Philippe Renaut, entrepreneur de la machine de Marly rachète la fenderie des chanoinesses puis la Forge et s'établit avec sa famille au Vieux-Château. En 1719, son fils Philippe-François, séduit par la propagande de la Cie des Indes fondées par John Law part aux Illinois découvrir des mines de plomb. Glorieuse épopée dont il sort ruiné en 1743. Son fils François-Célestin a repris l'affaire familiale et l'a dotée d'une cuirasserie et objets de pionniers, il est actionnaire dans l'usine de Marly-les-Valenciennes qu'il fournit en fer pour produire des clous et des tôles. Après sa mort en 1769, l'affaire décline rapidement. Mais les forges se transforment en scierie pour le marbre avec l'ouverture de carrière de Sainte-Anne.
Le cahier de Doléances de 1789 de Cousolre témoigne de la faible productivité de l'agriculture, des taxes douanières sur le charbon et "d'impositions au-dessus de ses forces". Le village doit entretenir à ses frais la route royale créée depuis 1745 fort délabrée et l'église qui a besoin de réparations. Seule la cense de la Cour, avec ses 300 moutons et sa cinquantaine de chevaux en tant que relais de poste, parvient à s'en sortir. Les habitants réclament que les impositions soient supportées par tous et la libre circulation des marchandises dans tout le royaume.
La guerre est toujours là. La Fayette et ses troupes traversent le village en mai 1792, On lève des volontaires, la loi du maximum est appliquée. En mai 1793, le quartier-général de l'armée de Sambre et Meuse est établi pour trois jours à Cousolre (Maison des conventionnels). Saint-Just et Lebas y rédigent la proclamation aux armées avant la bataille de Wattignies. L'établissement de l'Empire ramène la paix mais les jeunes hommes sont conscrits et partent dans les campagnes d'Allemagne et de Russie. En juin 1815, à la veille de Waterloo, les 46 000 hommes des 1er et 2e corps des généraux d'Erlon et Reille passent par Cousolre, des compagnies bivouaquent sur Marsignies, Reugnies et Leval-Chaudeville. Napoléon a déjeuné à Hurtebise et couché le soir du 14 juin à Beaumont. À partir du 19 juin. des milliers de soldats blessés et mourants se réfugient dans l'église de Beaumont pour être soignés.
Le traité de Paris et le congrès de Vienne redéfinissent une nouvelle Europe. Le traité des Limites fixe la frontière franco-néerlandaise, des bornes sont apposées en 1819 sur le pourtour de la commune. Le protectionnisme des royalistes établit des taxes douanières qui entraînent l'essor de l'industrie marbrière pour plus d'un siècle à Cousolre. L'exploitation des carrières reprend. Dès 1825, de nombreux marbriers belges vinrent implanter leurs ateliers. Avec les déchets du sciage et en important des marbres belges bruts, ils confectionnèrent des cheminées simples, dites capucines pour le marché français. Durant la période 1840-1870, l'activité marbrière, grâce à l'amélioration des conditions de transport et à l'essor du marché parisien, connaît une véritable révolution. Pour la première fois, on importe du "carrare" d'Italie, via Anvers, et des fabricants parisiens viennent installer des ateliers à pendule nécessitant une main-d'œuvre minutieuse et nombreuse pour polir et assembler des petites pièces. Le système du crédit bancaire et la vente à la commission facilitèrent la multiplication de petits ateliers. En 1850, il y avait à Cousolre 6 carrières et scieries, 20 ateliers de cheminées employant 600 ouvriers et 15 ateliers à pendule avec 350 salariés. Cependant 80% des productions étaient contrôlées par les marchands-marbriers de Paris. La politique des grands travaux du Second Empire conduite par le Baron Haussmann stimula toutes les productions marbrières. Les marbres verts des Alpes, le "Campan" et le "sarrancolin" des Pyrénées, la "brèche" du Var et les "brocatelles" et "rouge antique" de l'Aude mais aussi le "bleu turquin", "le portor" et la "brèche violette" d'Italie sont travaillés à Cousolre. Un tailleur de pierre invente le tour à marbre permettant la fabrication de colonnettes et de coupes. Des cheminées de style Henri II, Louis XIII et Louis XV sortent des ateliers pour aller orner les grands hôtels parisiens ainsi que de nombreux modèles de pendule comme la "Châteaubriand". À partir de 1860, le traité de commerce signé par Napoléon III facilite les exportations vers l'Angleterre et son vaste empire.
L'apogée de l'industrie marbrière se situe entre 1870 et 1914. Aux marbres français et italiens s'ajoutent désormais ceux d'Algérie, du Mexique, du Brésil et d'Espagne, plus colorés, ils décuplent la créativité des sculpteurs et de tous les artisans graveurs et modeleurs. Des cheminées monumentales sont réalisées pour l'Hôtel de ville de Paris, de grandes vasques servent à la restauration des jardins de Versailles, plusieurs monuments commémoratifs sont élevés de Boulogne-sur-Mer au Mexique et au Chili. Tout ce savoir-faire fut valorisé par des cours pratiques de gestion mais aussi de dessin et de sculpture dirigés par de grands maîtres comme Fagel. Les récompenses se multiplièrent lors des expositions internationales et s'illustrèrent par un prix de Rome.
La Belle Époque est un apogée illusoire, des fermetures d'entreprises se dessinent et des grèves violentes pour la journée de 10h éclatent à la veille de la Grande Guerre.
Le 31 juillet 1914, une erreur de la postière de Cousolre aboutit à la mobilisation prématurée des réservistes et des territoriaux ; la mobilisation générale a lieu le lendemain 1er août et la guerre est déclarée à la France par l'Allemagne trois jours plus tard le 3 août. 800 habitants sur 3200 ont évacué vers Paris.
Première Guerre mondiale : les Allemands arrivent dans le village le mardi 25 août 1914. Un groupe de batteries autrichiennes de 305 mm ouvre le feu sur les forts de la ceinture de Maubeuge le 29 août à 13h. Le fort de Cerfontaine riposte dans la nuit en bombardant le village de 22h à 2h du matin. Après la prise de Maubeuge le 8 septembre le village est occupé par 800 chevau-légers du 8e régiment bavarois. D'août 14 à juin 1915, la moitié des soldats du village ont été tués. Le rattachement de Cousolre au commandement de Bruxelles jusqu'en 1916 permet une occupation allégée et un ravitaillement assuré.
La situation se durcit à l'automne 1916 avec le plan Hindenburg ; Le rythme des réquisitions s'accélère, 200 ouvriers sont emmenés au camp XXII de Mœuvres (Cambrai) pour la construction de la ligne Hindenburg. On comptera 16 victimes civiles de cette déportation. En 1917 et 1918, le passage des troupes allemandes s'intensifie, une Kommandantur no 265 est installée au "château" Lecat. Des réfugiés de la Somme, de l'Aisne et de l'Oise occupent les maisons abandonnées. Le marché noir fonctionne au mieux avec les agriculteurs et la Belgique. La présence du GQG Allemand à Avesnes à partir de mars 1918 pour lancer la frieddensturm rend la vie intenable et les menaces de famine se font jour. Les peines de prison et les amendes pour les civils se multiplient En octobre, la grippe espagnole sévit et les hommes valides sont emmenés vers Charleroi et Namur par les Allemands.
Le village est libéré par les troupes anglaises du général Matheson le 9 novembre 1918. Bilan : 87 soldats tués, 16 victimes civiles, 80 prisonniers. Un monument aux morts travaillé et sculpté par Émile Pouillon est inauguré en 1923.
L'entre-deux-guerres est marquée par l'exposition marbrière de 1930 qui accueille 5 000 visiteurs : 25 ateliers de marbrerie ont exposé 182 pièces originales et 58 ouvriers en ont présenté 123. mais le glas de la prospérité marbrière a sonné avec les grèves de 1936 (400 chômeurs) suivies par les quatre années de la Seconde Guerre mondiale.
La période de la drôle de guerre (1939-1940) a vu la construction des blocs de la ligne Maginot prolongée aux Quatre-Bras mais un rapport militaire de janvier 1940 signale une non-opérationalité à 50% par défaut de canons, portes blindées et mitrailleuses. Le 15 mai 1940 les réfugiés belges débordent les postes de douane. Une colonne de réfugiés est massacrée (46/81) par le passage deux stukas sur la côte de la ferme de Gérard-Croix. Le 17 mai, le 31e dragon à cheval de Lunéville dans lequel se trouve le brigadier Claude Simon, en retraite, tombe dans une embuscade menée par 4 automitrailleuses des "Hirschberger jäger" au niveau du chemin de la Castonade au nord du cimetière. 4 hommes sont tués et le régiment du colonel Reille éparpillé, part vers Hestrud, Bérelles et Maubeuge à la suite de combats à l'intérieur du village qui font 20 tués allemands.
On comptera 163 prisonniers sur 263 mobilisés, suscitant séances théâtrales et quêtes diverses en faveur des prisonniers. Des éléments de résistance se constituent en lien avec l'ancien réseau des passeurs de la Dame Blanche pour évacuer les aviateurs alliés, d'autres forment les FTP et FFI en relation avec le parti communiste (A. Pierrard) et l'organisation Civile et militaire de Chabloz. Le 7 janvier 1944, trois avions anglais de retour de missions sont abattus par des chasseurs allemands venus de la base de Florennes, plus dramatique est la mort le 5 août de 15 personnes de deux familles différentes, dont les maisons ont été bombardées par erreur par l'aviation américaine. La libération a lieu le 3 septembre 1944.
Les guerres d'Indochine et d'Algérie marquèrent de leurs deuils plusieurs familles du village qui tout en perdant le prestige de la prospérité marbrière s'engage dans les Trente glorieuses.

## Politique et administration

La communauté d'agglomération Maubeuge Val de Sambre dans le département du Nord.

### Rattachements administratifs et électoraux
Cousolre se trouve dans l'arrondissement d'Avesnes-sur-Helpe du département du Nord. Pour l'élection des députés, elle fait partie de la troisième circonscription du Nord.
La commune se trouvait depuis 1793 dans le canton de Solre-le-Chateau. Dans le cadre du redécoupage cantonal de 2014 en France, la commune fait désormais partie du canton de Fourmies.

### Intercommunalité
La commune est membre de la communauté d'agglomération Maubeuge Val de Sambre créée en 2001.

### Politique locale
Lors du premier tour des élections municipales de 2020 dans le Nord, la liste menée par le maire sortant Maurice Boisart — qui avait défrayé la chronique en 2012 en giflant un adolescent qui l'avait insulté, —  a obtenu 315 voix a été devancée par la liste menée par son ancien maire-adjoint aux finances Albert Jallay, qui a obtenu 389 suffrages. Toutefois, les bulletins de cette liste, qui ne mentionnaient pas la nationalité étrangère de certains candidats, en violation des dispositions des dispositions du code électoral ont été annulés, permettant la victoire de la liste menée par Maurice Boisard.
Saisi, le Conseil d'État a annulé le 16 février 2021 ces élections, jugeant que « l'expression du suffrage des électeurs de Cousolre qui ont voté pour la liste conduite par M. Albert Jallay... s'est trouvée, en l'absence de toute manœuvre, privée de portée utile » et que « du fait de cette irrégularité, la sincérité du scrutin a été altérée ». De nouvelles élections municipales ont donc été organisées le 30 mai 2021, qui ont vu la victoire de la liste de M. Dallay, le maire sortant ayant décidé de ne pas se représenter au profit de Odile Godiscal.

### Liste des maires
Ancien régime
Dans les temps anciens (avant la Révolution), l'administration communale se composait du Mayeur (parfois héréditaire) qui était nommé par l'abbesse du chapitre de Maubeuge et, de cinq échevins pris parmi les riches propriétaires.
| Période                                  | Période | Identité               | Étiquette | Qualité   |
| ---------------------------------------- | ------- | ---------------------- | --------- | --------- |
| Les données manquantes sont à compléter. |         |                        |           |           |
| 1548                                     | 1558    | Thomas Martin          |           |           |
| 1604                                     | 1605    | Jehan Mocqueau         |           |           |
| 1605                                     | 1628    | Anselme Martin         |           |           |
| 1648                                     | 1654    | Jean Longfils          |           |           |
| 1654                                     | 1672    | Pierre Camberlin       |           |           |
| 1672                                     | 1676    | Jean Cornil Martin     |           |           |
| 1677                                     | 1683    | Claude Camberlin       |           |           |
| 1683                                     | 1686    | Jacques Durieux        |           |           |
| 1687                                     | 1690    | Jean Camberlin         |           |           |
| 1691                                     | 1695    | François Martin        |           |           |
| 1696                                     | 1698    | Guillaume Desroyer     |           | Laboureur |
| 1699                                     | 1710    | Jean Henry             |           |           |
| 1710                                     | 1713    | Alexis Fissiaux        |           | Censier   |
| 1714                                     | 1720    | Lambert Martin         |           | Laboureur |
| 1721                                     | 1745    | Alexis Fissiaux        |           | Censier   |
| 1745                                     | 1753    | Jean Joyeux            |           |           |
| 1754                                     | 1764    | Jean François Fissiaux |           |           |
| 1765                                     | 1766    | Nicolas Mortier        |           |           |
| 1767                                     | 1777    | Jean François Fissiaux |           |           |
| 1778                                     | 1788    | Lambert Henry          |           | Coroyeur  |

Depuis la Révolution française

## Population et société

### Démographie

#### Évolution démographique
L'évolution du nombre d'habitants est connue à travers les recensements de la population effectués dans la commune depuis 1793. Pour les communes de moins de 10 000 habitants, une enquête de recensement portant sur toute la population est réalisée tous les cinq ans, les populations de référence des années intermédiaires étant quant à elles estimées par interpolation ou extrapolation. Pour la commune, le premier recensement exhaustif entrant dans le cadre du nouveau dispositif a été réalisé en 2005.

En 2022, la commune comptait 2 160 habitants, en évolution de −5,64 % par rapport à 2016 (Nord : +0,51 %, France hors Mayotte : +2,11 %).
| 1793 | 1800 | 1806 | 1821 | 1831  | 1836  | 1841  | 1846  | 1851  |
| ---- | ---- | ---- | ---- | ----- | ----- | ----- | ----- | ----- |
| 738  | 554  | 725  | 910  | 1 220 | 1 186 | 1 427 | 1 602 | 1 633 |

| 1856  | 1861  | 1866  | 1872  | 1876  | 1881  | 1886  | 1891  | 1896  |
| ----- | ----- | ----- | ----- | ----- | ----- | ----- | ----- | ----- |
| 1 746 | 1 912 | 2 174 | 2 500 | 2 852 | 3 316 | 3 203 | 3 150 | 3 311 |

| 1901  | 1906  | 1911  | 1921  | 1926  | 1931  | 1936  | 1946  | 1954  |
| ----- | ----- | ----- | ----- | ----- | ----- | ----- | ----- | ----- |
| 3 293 | 3 267 | 3 226 | 2 742 | 2 908 | 2 822 | 2 806 | 2 594 | 2 880 |

| 1962  | 1968  | 1975  | 1982  | 1990  | 1999  | 2005  | 2006  | 2010  |
| ----- | ----- | ----- | ----- | ----- | ----- | ----- | ----- | ----- |
| 2 936 | 3 004 | 2 894 | 2 632 | 2 471 | 2 362 | 2 381 | 2 428 | 2 395 |

| 2015  | 2020  | 2022  | - | - | - | - | - | - |
| ----- | ----- | ----- | - | - | - | - | - | - |
| 2 303 | 2 172 | 2 160 | - | - | - | - | - | - |

#### Pyramide des âges
La population de la commune est relativement jeune.
En 2018, le taux de personnes d'un âge inférieur à 30 ans s'élève à 32,9 %, soit en dessous de la moyenne départementale (39,5 %). À l'inverse, le taux de personnes d'âge supérieur à 60 ans est de 29,7 % la même année, alors qu'il est de 22,5 % au niveau départemental.
En 2018, la commune comptait 1 124 hommes pour 1 113 femmes, soit un taux de 50,25 % d'hommes, largement supérieur au taux départemental (48,23 %).
Les pyramides des âges de la commune et du département s'établissent comme suit.
| Hommes | Classe d’âge | Femmes |
| ------ | ------------ | ------ |
| 0,4    | 90 ou +      | 2,1    |
| 6,3    | 75-89 ans    | 10,7   |
| 19,0   | 60-74 ans    | 21,0   |
| 18,8   | 45-59 ans    | 18,7   |
| 19,3   | 30-44 ans    | 18,1   |
| 17,4   | 15-29 ans    | 14,1   |
| 18,9   | 0-14 ans     | 15,4   |

| Hommes | Classe d’âge | Femmes |
| ------ | ------------ | ------ |
| 0,5    | 90 ou +      | 1,4    |
| 5,3    | 75-89 ans    | 8,1    |
| 14,8   | 60-74 ans    | 16,2   |
| 19,1   | 45-59 ans    | 18,4   |
| 19,5   | 30-44 ans    | 18,7   |
| 20,7   | 15-29 ans    | 19,1   |
| 20,2   | 0-14 ans     | 18     |

## Culture locale et patrimoine

### Lieux et monuments
La commune a été récompensée de deux fleurs au concours des villes et villages fleuris.
Les sites les plus importants à visiter sont :
- La chapelle du Dieu-de-Pitié de 1558, ancienne chapelle funéraire de la famille du mayeur Martin, inscrite monument historique par arrêté du 11 août 1953[44]. Elle abrite une statue en pierre peinte, œuvre d'un artiste local, Laurent Gobled[45], et inaugurée en 1892. Elle est elle-même inscrite monument historique au titre d'objet mobilier par arrêté du 19 août 1981[46]
- La chapelle Saint Walbert - dépendante de la Cour ste Aldegonde - reconstruite en 1709 pour permettre l'aménagement d'un Corps de Garde.
- Le Corps de Garde construit au début du XVIIIe siècle après le traité d'Utrecht et de Rastatt, pour un corps de 12 cavaliers et un lieutenant chargé de surveiller la frontière. En 1904 y est installé le poste de Douane avec un corps d'une trentaine de préposés
- L'église Saint-Martin, bâtie entre 1501 et 1521 en pierre bleue, dont le chœur a été reconstruit après les Guerres de religion en 1617. L'édifice contient la chasse (1661) des reliques de saint Walbert et de sainte Bertille, son épouse[21].

- Le cimetière témoigne des œuvres d'art de l'industrie marbrière avec la tombe du soldat Pycker du commonwealth, mort à 19 ans en août 1918.
- Musée de la machine parlante (phonographes, gramophones et radios[21],[47].
- La place du marais, créée en 1893 sur l'ancien marais communal avec des remblais de carrière et de marbrerie. devenue place Léo Lagrange (député d'Avesnes et secrétaire d'état aux Sports en 1936) pour être un plateau sportif accueillant les luttes de jeu de balle après 1950. C'est aujourd'hui un espace vert et ludique pour les enfants, situé au centre du bourg.
- Le kiosque à musique, inauguré en 1908 et censé être le plus beau de l'Avesnois, dont le socle a été réalisé par les tailleurs de pierre de la marbrerie Vienne, les colonnes en fonte fondues par les établissements Décamps, les balustres forgées chez Dandoy. Il est situé place Charles-de-Gaulle[21].

Ce qui suit ne se visite pas :
- Le Vieux château de Cousolre - résidence de la famille Renaut, maîtres de forge au XVIIIe siècle, (transformé en prison par l'envahisseur en 1914-1918), il a ensuite appartenu dans les années 60-70 à la comtesse Borelli, proche amie du couple De Gaulle).
- La Cense de la Cour - rue Sainte-Aldegonde - bâtiments des XVIIe – XVIIIe siècles, situés à l'emplacement de la villa du domesticus Walbert, avec sa cave contenant l'argile miraculeuse contre le cancer du sein.
- Le château de Branleux aussi à Cousolre (probablement disparu depuis).

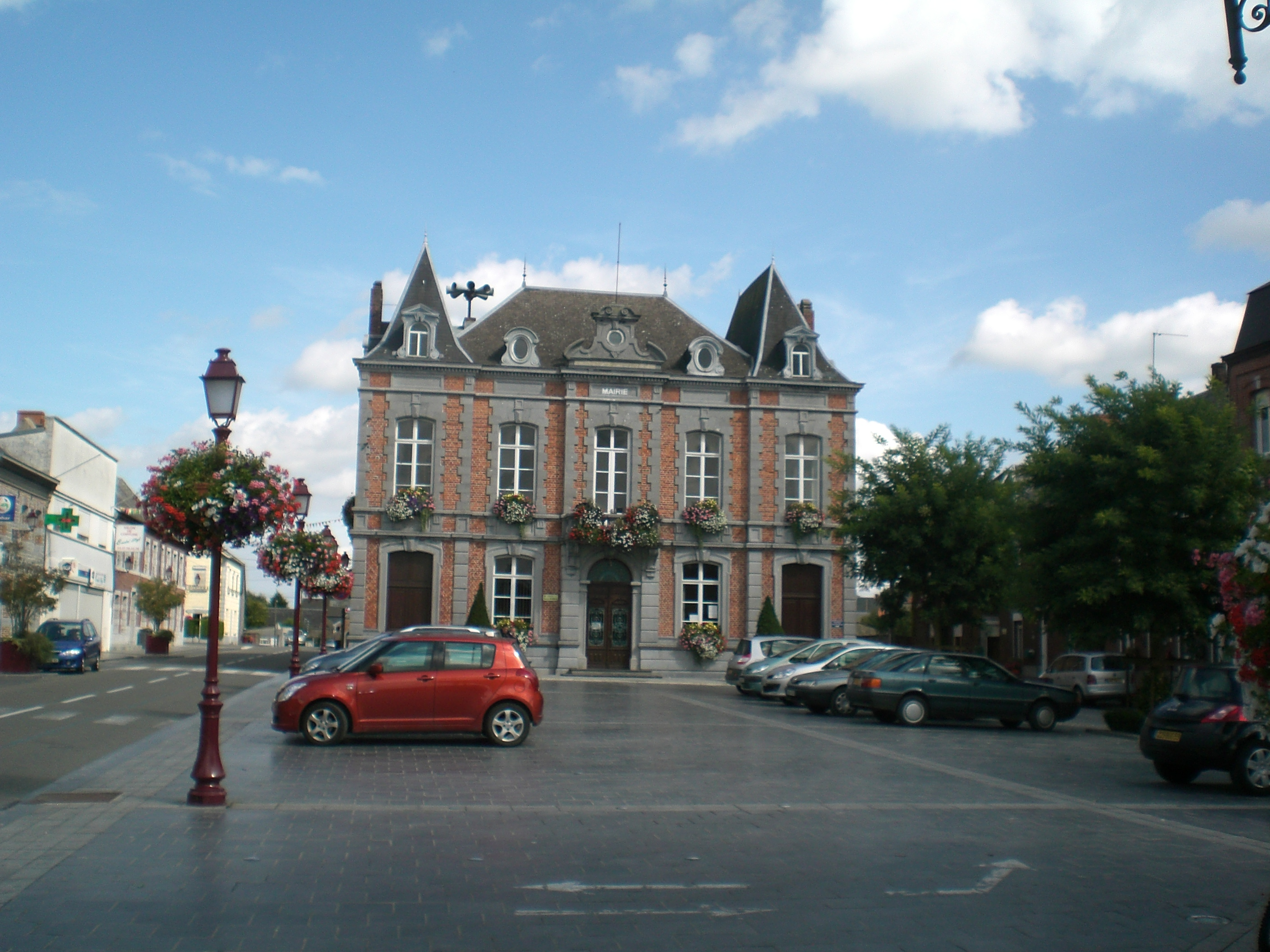
Mairie
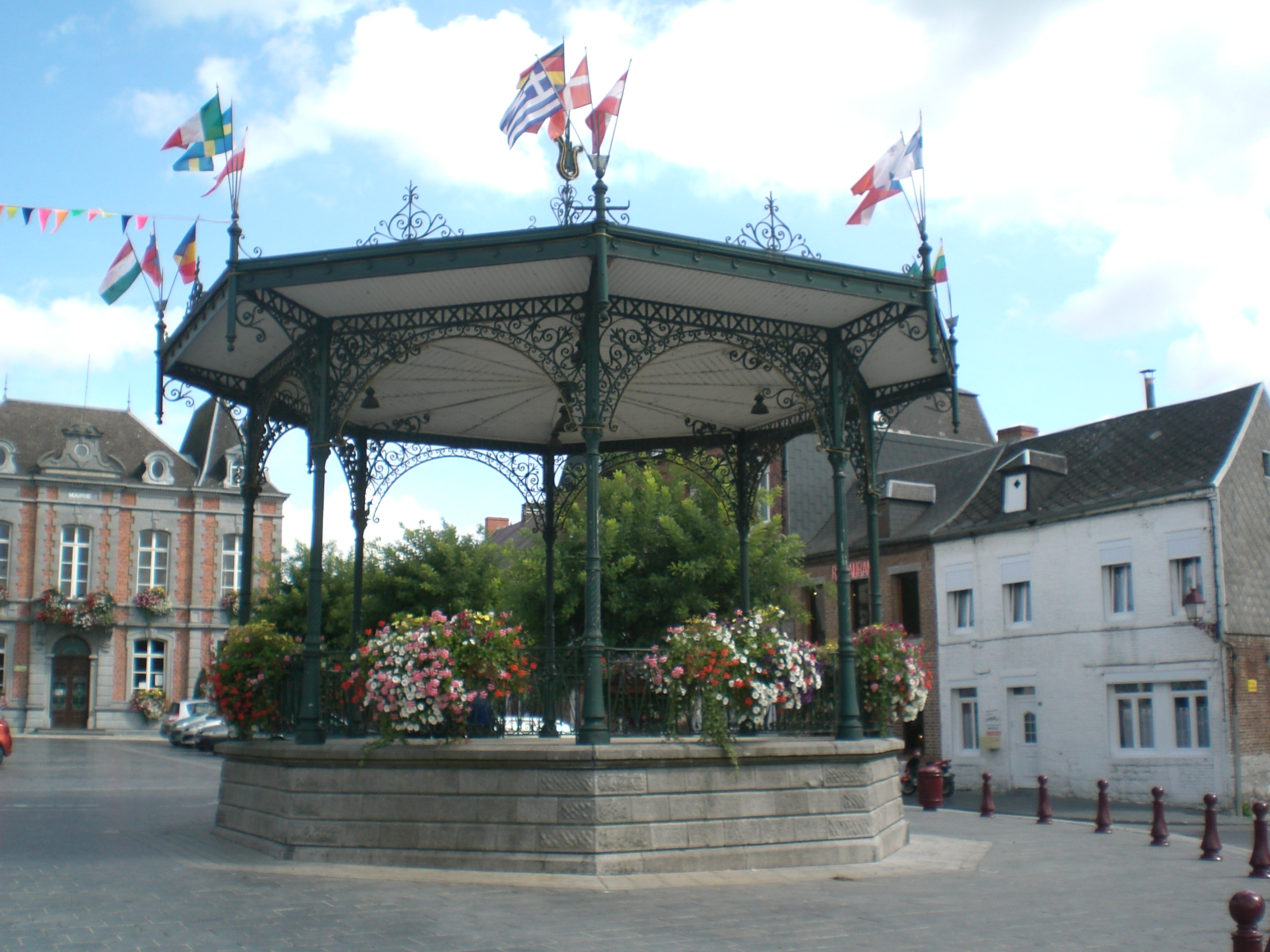
Kiosque
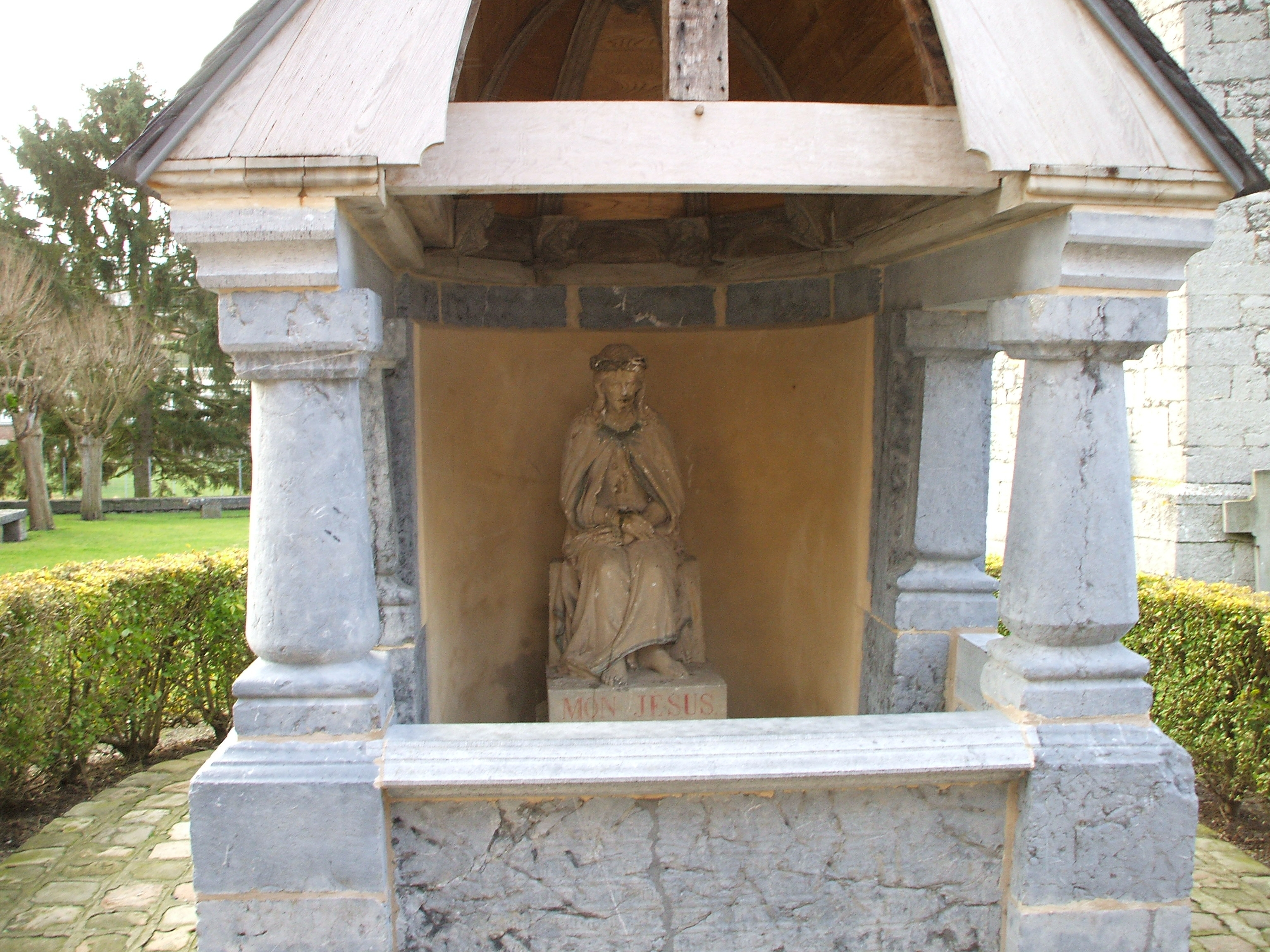
Chapelle du Dieu-de-Pitié de Cousolre (1558)
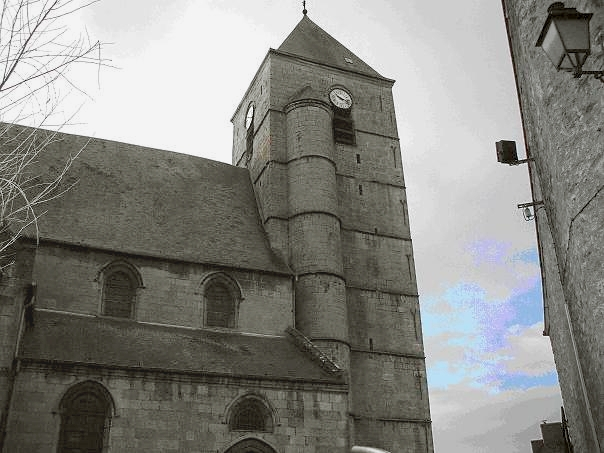
Église Saint-Martin de Cousolre

Galerie photos

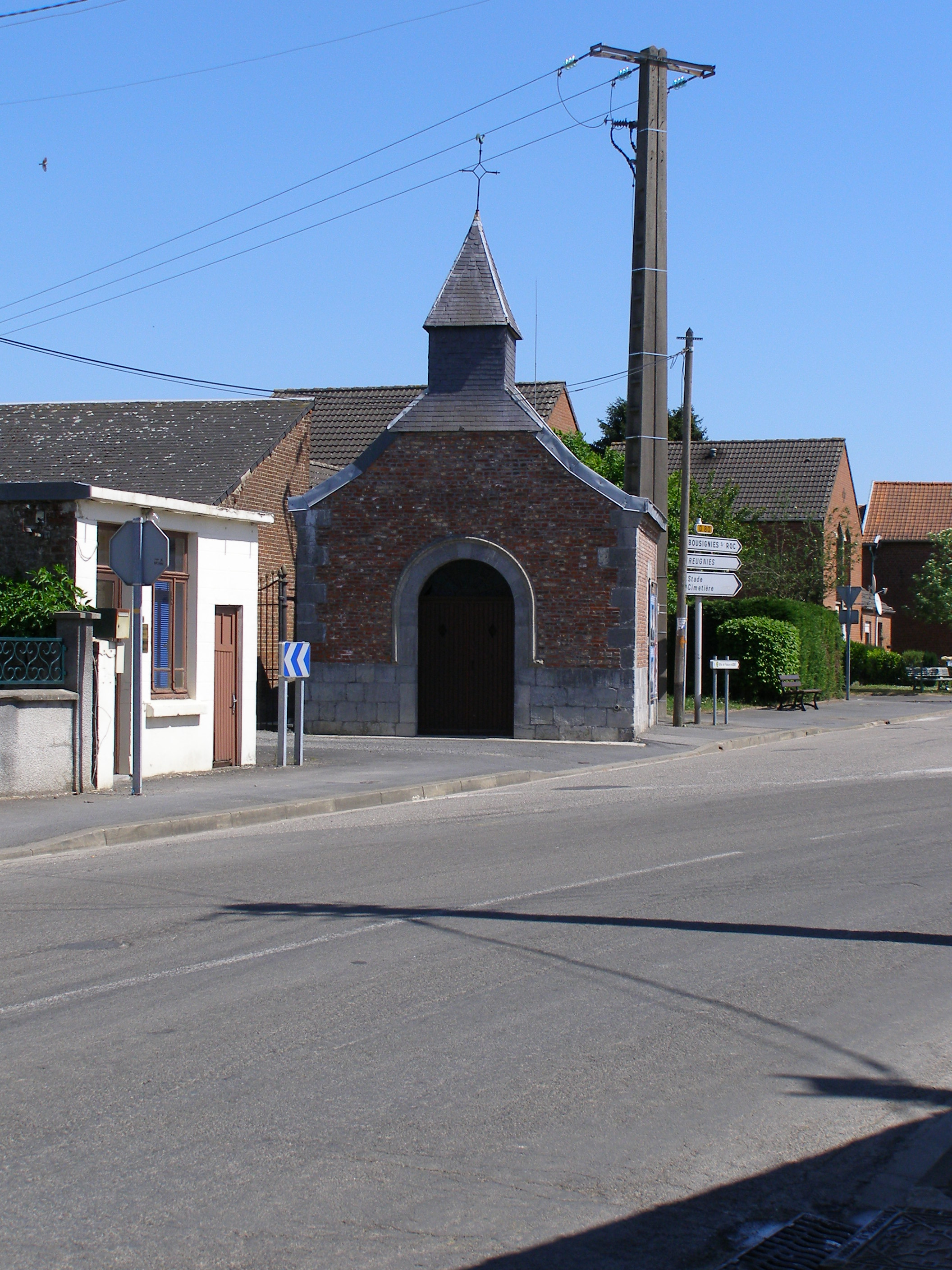
Chapelle.
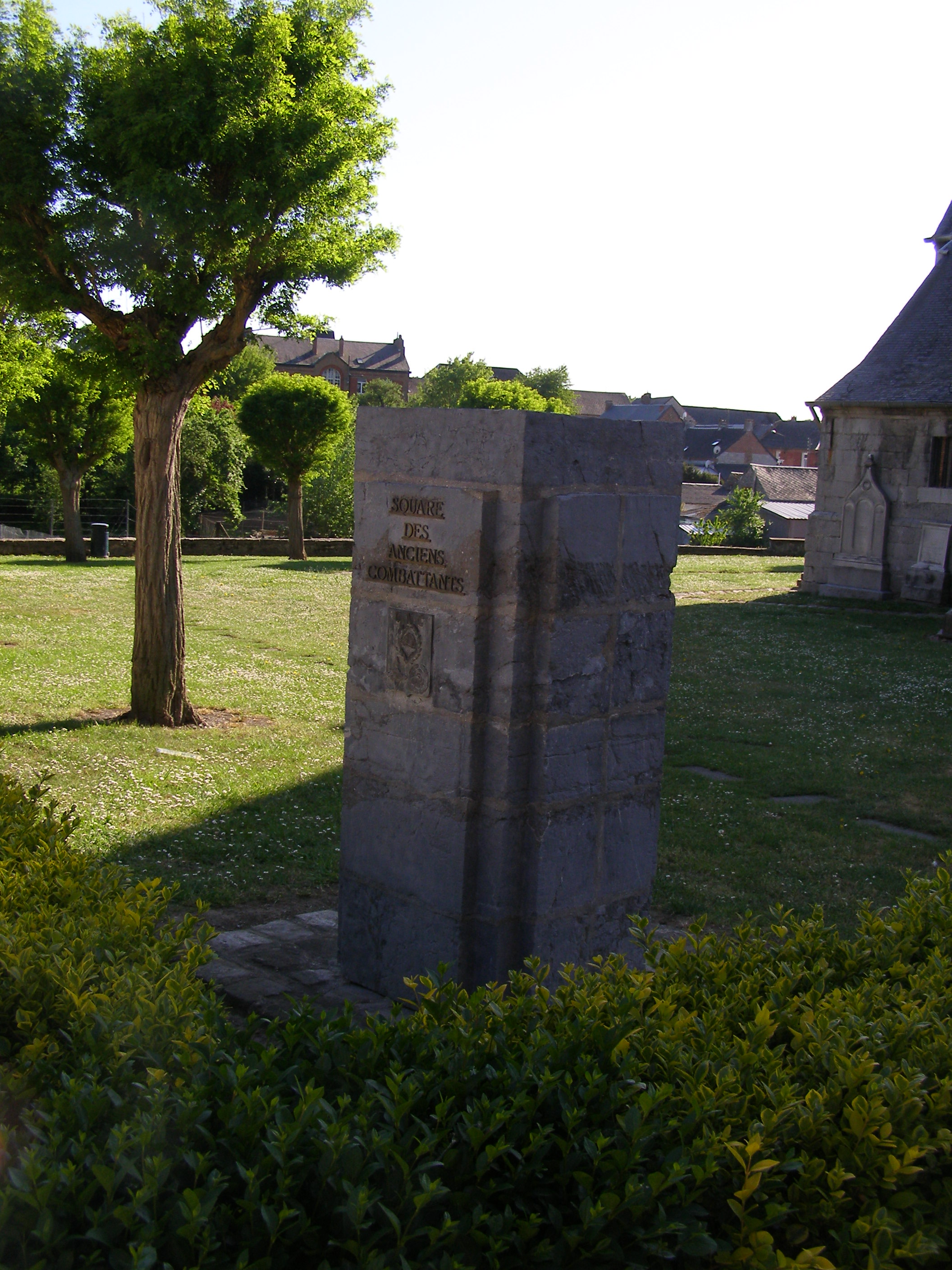
Le square des anciens combattants.
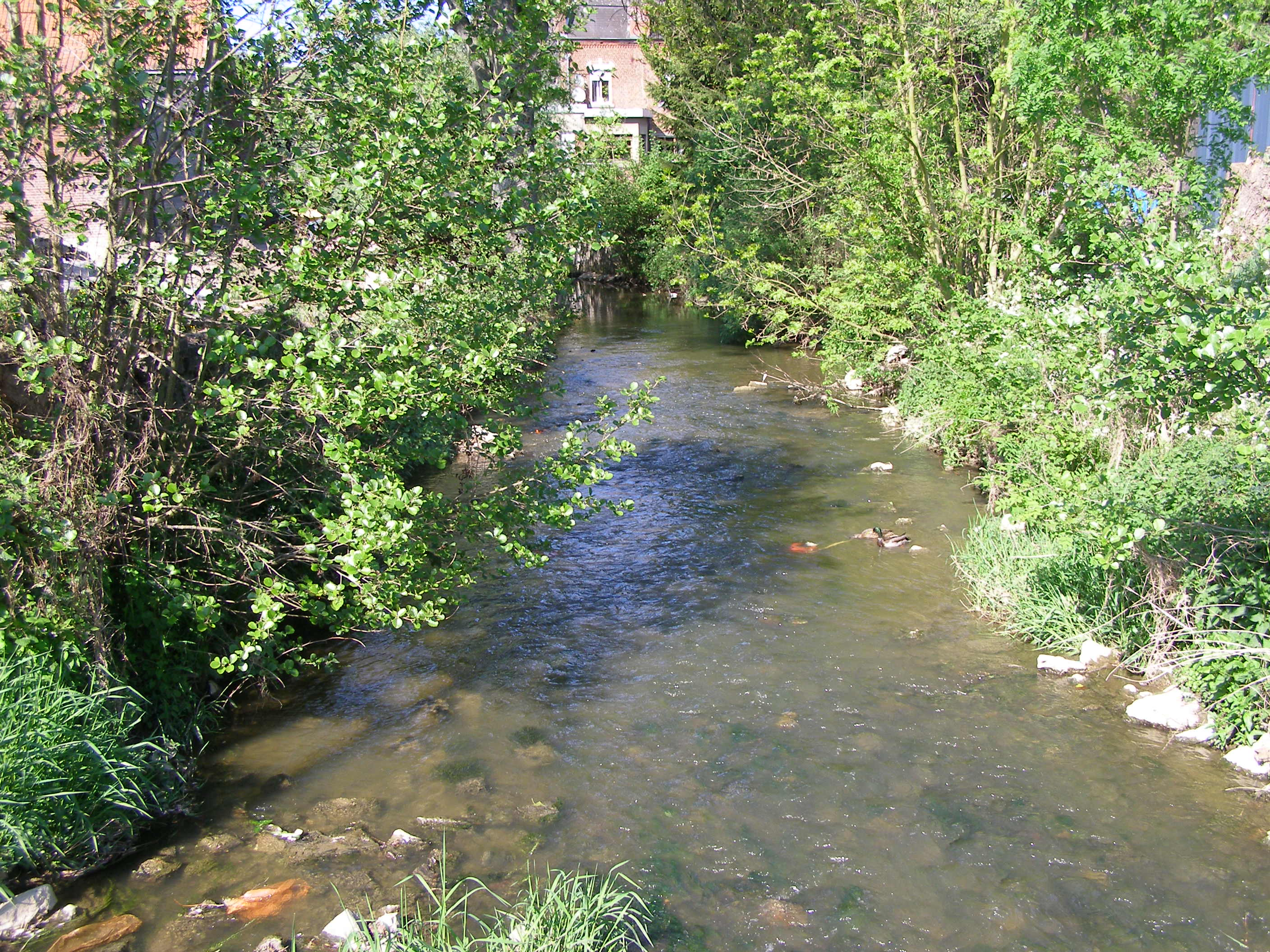
La Thure.
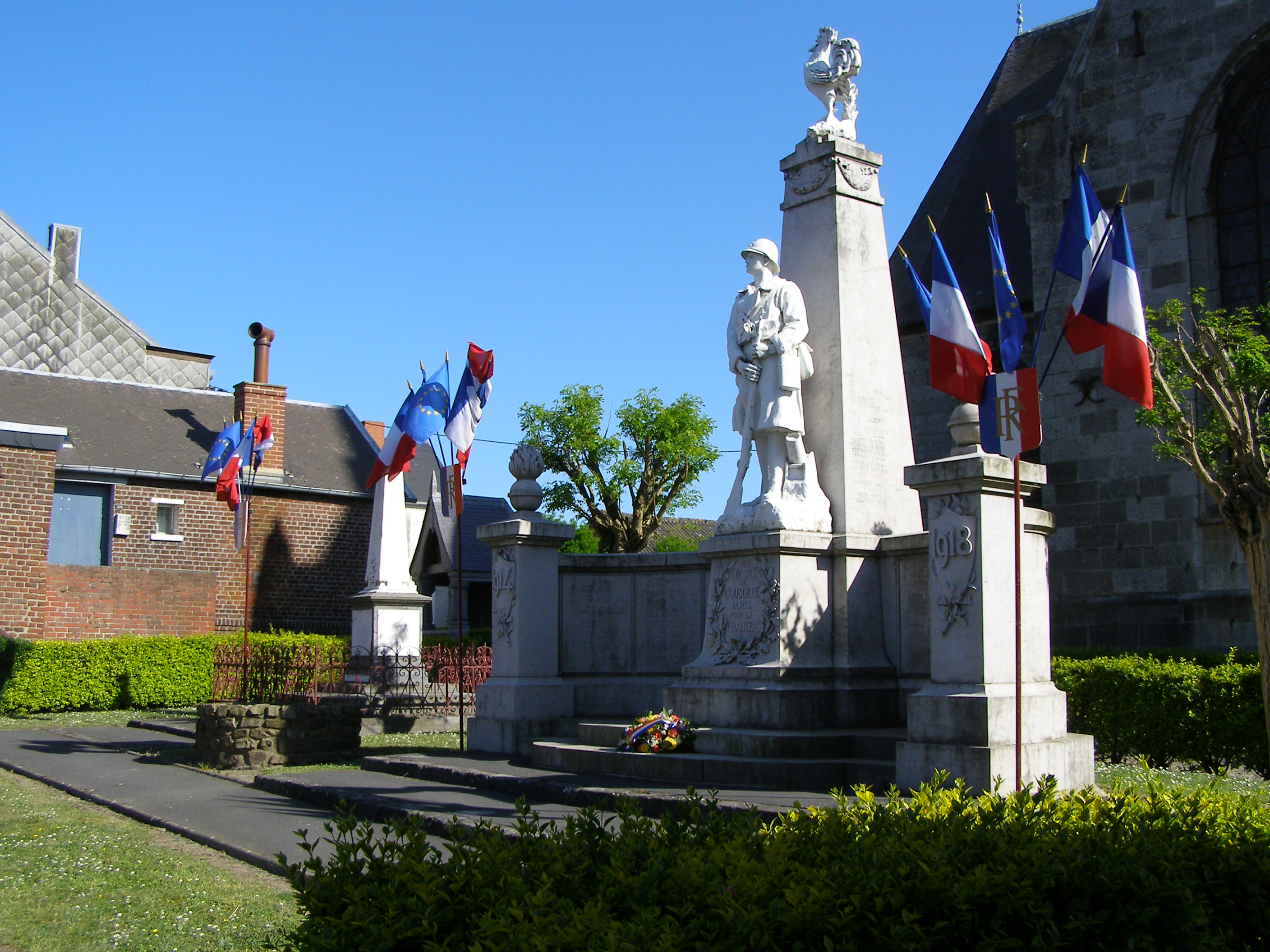
Monument aux morts.

### Personnalités liées à la commune
- Les plus connues des habitantes de Cousolre sont sainte Aldegonde et sa sœur sainte Waudru, filles de saint Walbert et de sainte Bertille.
  - Aldegonde (630-684) fonda Maubeuge et instaura le Chapitre des Dames Chanoinesses.
  - Waudru (612-686 ou 688) fonda la ville de Mons et le chapitre des Dames Chanoinesses.
  - Adam de Cousolre, 16e abbé en 1270 de l'abbaye de Bonne-Espérance (Prémontrés) fit construire l'imposante église abbatiale. il meurt en 1286.
  - Philippe-François Renaut (1686-1755) maître de forges, parti en Louisiane en 1719 avec une quarantaine d'ouvriers du village, il inventa les mines de plomb de l'Illinois et fut directeur des mines de la Cie des Indes Occidentales jusqu'en 1743.
  - Léon Fagel (1851-1913) Sculpteur renommé, participa à l'épopée marbrière de la commune où il décéda le 20 mars 1913
- Alfred Jennepin (1836 - 1914), instituteur, directeur d'école, auteurs d'articles sur la pédagogie, l'archéologie et l'histoire. Il rédigea la notice historique du village depuis l'antiquité gallo-romaine jusqu'au XIXe siècle. Un monument inauguré en 1923 lui rend hommage, route Nationale. Le collège de la commune inauguré en 1971 porte son nom[21],[48].
- Jacques Pouillon (1935-2011), Marbrier, sculpteur, prix de Rome de sculpture en 1954 à 24 ans. Il réalisa le mémorial des victimes du barrage de Malpasset à Fréjus.
- Claude Simon (1913-2005) prix Nobel de littérature en 1985 dont l'ouvre fut marquée par l'embuscade de Cousolre survenue le 17 mai 1940 lorsque le 31e Dragon auquel appartenait Claude Simon rencontra aux quatre chemins, près de la Castonade, des automitrailleuses allemandes arrivant de Reugnies. Il y eut une vingtaine de tués.
- André Pierrard (1916-1997), député du Nord et écrivain.
- Jean Heuclin (1949), historien médiéviste, écrivain, directeur de collection, doyen de l'Université de Lille (1995-2015), vice-président de la commission historique du Nord.
- Éric Dupond-Moretti (1961) célèbre avocat pénaliste.
- Jean-Guy Wallemme, né le 10 août 1967 à Maubeuge, ancien footballeur français ayant fait ses débuts à l'US Cousolre.

### Héraldique
|  | Les armes de Cousolre se blasonnent ainsi : « D'or à trois chevrons de sable ». L'or symbolise la pureté, la foi, la justice, l'honneur. Les chevrons noirs - signe d'humilité - évoquent les éperons d'un chevalier ou la pièce d'une charpente |

Ces armes étaient celles des comtes de Hainaut jusqu'à ce qu'en 1191 leur comté fut réuni au comté de Flandre par le mariage de Baudouin V de Hainaut avec Marguerite d'Alsace, qui devient comtesse de Flandre à la mort de son père.

## Pour approfondir